# Heden (Faaborg-Midtfyn Kommune)
 For alternative betydninger, se Heden. (Se også artikler, som begynder med Heden)
Heden er en landsby på Fyn med 218 indbyggere  (2024). Heden er beliggende to kilometer nordvest for Vantinge, otte kilometer vest for Ringe og 19 kilometer syd for Odense. Landsbyen tilhører Faaborg-Midtfyn Kommune og er beliggende i Region Syddanmark.
Den hører til Heden Sogn, og Heden Kirke ligger i byen.